# Глазырин, Аркадий Васильевич
Арка́дий Васи́льевич Глазы́рин (15 июля 1937, Каменск, Челябинская область — 30 ноября 2021, Курган) — советский и российский учёный, инженер-механик, кандидат технических наук (1967), доцент (1968), профессор (1998), ректор Курганского машиностроительного института (1986—1990).

## Биография
Родился 15 июля 1937 года в городе Каменске Каменского района Челябинской области, ныне город Каменск-Уральский — административный центр Каменск-Уральского городского округа Свердловской области.
В 1959 году окончил Челябинский институт механизации и электрификации сельского хозяйства по специальности «инженер-механик». По направлению работал заведующим машинно-тракторной мастерской колхоза «Вперед» Красноармейского района Челябинской области, затем, после реорганизации колхоза в совхоз работал здесь хозяйстве главным инженером.
Поступил в аспирантуру Челябинского института механизации и электрификации сельского хозяйства, которую окончил в 1967 году. В том же году защитил кандидатскую диссертацию. После этого работал ассистентом кафедры «Тракторы и автомобили» этого вуза. В 1970 году стал доцентом.
В 1968 году приступил к преподавательской деятельности в Курганском машиностроительном институте на кафедре «Автомобильный транспорт», где последовательно был старшим преподавателем, доцентом, заведующим кафедрой. Затем был назначен деканом автотракторного факультета.
В ноябре 1986 года назначен ректором Курганского машиностроительного института. В качестве ректора руководил разработкой перспективного плана развития института, который был утвержден в Министерстве высшего и среднего специального образования РСФСР, затем началась его реализация. Провёл реконструкцию вычислительного центра института, ввёл в действие новый учебно-лабораторный корпус «Л», а также профилакторий «Женьшень». Возглавлял вуз до сентября 1990 года.
Затем, до выхода на заслуженный отдых, работал профессором кафедры «Автомобильный транспорт и автосервис».
Скончался 30 ноября 2021 года в городе Кургане Курганской области. Прощание было 3 декабря в 6-м корпусе Курганской областной клинической больницы (ул. Томина, 63).

## Награды и звания
- Медаль «Ветеран труда»
- Нагрудный знак «Почётный работник высшего профессионального образования РСФСР»
- Почётная грамотой Министерства высшего и среднего специального образования РСФСР

## Научные труды
Автор более 100 научных и методических работ.
- Глазырин А.В. Методы и средства диагностирования автомобильного оборудования / Науч. ред. В.И. Васильев. — Свердловск, Курган: Курган. машиностроит. ин-т, 1989. — 94 с. — 1000 экз.[3]
- Глазырин А.В. Снижение токсичности автомобильных дорог. — Курган: КГУ, 2000. — 98 с. — ISBN 5-86328-202-9.
- Управление ресурсосбережением и производством при технической эксплуатации автомобилей / В.И. Васильев, А.В. Глазырин, И.И. Дик. — Курган: Изд-во Курган. машиностроит. ин-та, 1992. — 109 с. — 500 экз.[4]